# Humbertiella similis
Humbertiella similis är en bönsyrseart som beskrevs av Giglio-tos 1917. Humbertiella similis ingår i släktet Humbertiella och familjen Liturgusidae. Inga underarter finns listade i Catalogue of Life.